# Josua Bengtson
Josua Bengtson, född 10 januari 1882 i Karl Johans församling i Göteborg, död 15 december 1958 på Höstsol i Täby, var en svensk skådespelare.

## Biografi
Josua Bengtson spelade för olika teatrar i hela landet under sin ungdom: Folkteatern i Stockholm 1901–1902, Håkanson-Svennberg 1902–1904, Victor Castegren i Göteborg 1904–1905, Knut Lindroth 1905–1906, Axel Engdahl 1907–1908, Wilhelm Olin 1909–1911, Intima teatern 1911–1921 samt från 1921 Dramaten.
På Dramaten medverkade Bengtsson i olika karaktärsroller i flera decennier. Totalt gjorde han 201 roller vid denna teater. Som exempel på roller kan nämnas Dilling i Första fiolen, Lindqvist i Påsk, Anders Olsen i Dönviks prästgård, Dödgrävaren i Hamlet och Gråström i Ett resande teatersällskap.
Han var från 1917 gift med pianisten Ingeborg Eriksson. Tillsammans hade de tre söner: Åke, Bengt och Olle. 
Bengtson avled 1958 på skådespelarnas ålderdomshem, Höstsol i Täby, numera Såstaholm. Bengtsson var bärare av Frihetskorsets orden och Vasaorden. Han är begravd på Sandsborgskyrkogården i Stockholm.

## Filmografi i urval
- 1916 – Therèse
- 1917 – Allt hämnar sig
- 1917 – Den levande mumien
- 1917 – Tösen från Stormyrtorpet
- 1919 – Herr Arnes pengar
- 1919 – Hans nåds testamente
- 1920 – Karin Ingmarsdotter
- 1920 – Bomben
- 1921 – Fru Mariannes friare
- 1921 – Körkarlen
- 1922 – Thomas Graals myndling
- 1923 – Mälarpirater
- 1923 – Hemslavinnor
- 1923 – Eld ombord
- 1924 – 33.333
- 1924 – Där fyren blinkar
- 1925 – Polis Paulus' påskasmäll
- 1925 – Ingmarsarvet
- 1927 – Hans engelska fru
- 1927 – Ungdom
- 1927 – Förseglade läppar
- 1936 – Min svärmor - dansösen
- 1939 – Filmen om Emelie Högqvist
- 1942 – Fallet Ingegerd Bremssen
- 1942 – Rid i natt!
- 1942 – Jacobs stege
- 1942 – Himlaspelet
- 1943 – Elvira Madigan
- 1944 – Kejsarn av Portugallien
- 1944 – Den osynliga muren
- 1945 – Oss tjuvar emellan eller En burk ananas
- 1945 – Brott och Straff
- 1945 – Den allvarsamma leken
- 1945 – Resan bort
- 1945 – Den glade skräddaren
- 1946 – Saltstänk och krutgubbar
- 1946 – Jag älskar dig, argbigga
- 1946 – Ballongen
- 1946 – Möte i natten
- 1946 – De unga tar vid
- 1946 – Hotell Kåkbrinken
- 1947 – Supé för två
- 1947 – Lata Lena och blåögda Per
- 1947 – Får jag lov, magistern!
- 1947 – Maj på Malö
- 1947 – Krigsmans erinran
- 1947 – Folket i Simlångsdalen
- 1948 – Eva
- 1948 – Främmande hamn
- 1948 – Lars Hård
- 1948 – Hammarforsens brus
- 1949 – Lång-Lasse i Delsbo
- 1949 – Åsa-Nisse
- 1950 – Åsa-Nisse på jaktstigen
- 1951 – Puck heter jag
- 1951 – Greve Svensson
- 1952 – Åsa-Nisse på nya äventyr
- 1952 – Kärlek
- 1952 – Flottare med färg
- 1952 – Flyg-Bom
- 1953 – Ingen mans kvinna
- 1953 – Åsa-Nisse på semester
- 1954 – Gud Fader och tattaren
- 1954 – Åsa-Nisse på hal is
- 1954 – Seger i mörker
- 1955 – Våld

## Teater

### Roller (ej komplett)
| År   | Roll                                         | Produktion                                                           | Regi                            | Teater           |
| ---- | -------------------------------------------- | -------------------------------------------------------------------- | ------------------------------- | ---------------- |
| 1912 |                                              | Storken Hans Aanrud                                                  |                                 | Intima teatern   |
| 1912 | Hovmästaren                                  | Nattkyparen Ernst Didring                                            | Emil Grandinson Knut Michaelson | Intima teatern   |
| 1912 | En officer                                   | Filip II Emile Verhaeren                                             | Knut Michaelson                 | Intima teatern   |
| 1913 | Parker                                       | Eldskärmen Alfred Sutro                                              | Knut Michaelson                 | Intima teatern   |
| 1913 | General La Gobette                           | Fästningen faller Sacha Guitry                                       | Knut Michaelson                 | Intima teatern   |
| 1913 | Sundberg                                     | Aldrig i livet Gustaf af Geijerstam                                  | Emil Grandinson                 | Intima teatern   |
| 1913 | Edward Bertley                               | Vildfåglar John Galsworthy                                           | Knut Michaelson                 | Intima teatern   |
| 1913 | Gontran                                      | En parisare Edmond Gondinet                                          | Knut Michaelson                 | Intima teatern   |
| 1913 | Dopping, regissör                            | Simpson och Delila Sven Lange                                        | Emil Grandinson                 | Intima teatern   |
| 1913 | Staaten                                      | Dynastin Peterberg Mikael Lybeck                                     | Knut Michaelson                 | Intima teatern   |
| 1914 | Caperon                                      | Den skotska regnkragen Sacha Guitry                                  | Knut Michaelson                 | Intima teatern   |
| 1914 | Paynter                                      | Jagad John Galsworthy                                                | Emil Grandinson                 | Intima teatern   |
| 1914 | En kund                                      | En butiksfröken Frantz Fonson och Ferdinand Wickeler                 | Gustaf Collijn                  | Intima teatern   |
| 1914 | Valentino                                    | Den fule Ferante Sabatino Lopez                                      | Emil Grandinson                 | Intima teatern   |
| 1914 | Carl Johan Nyberg                            | Karlavagnen Tor Hedberg                                              | Einar Fröberg                   | Intima teatern   |
| 1914 | Anders Jansson                               | Arabia land Anna Maria Roos                                          |                                 | Intima teatern   |
| 1915 | Goldmann                                     | Attentatet Leo Birinski                                              | Emil Grandinson                 | Intima teatern   |
| 1915 | Otto                                         | Kärleken till nästan Gunnar Heiberg                                  | Emil Grandinson                 | Intima teatern   |
| 1915 | Värden på Strumpebandet                      | Muntra fruarna i Windsor William Shakespeare                         | Emil Grandinson                 | Intima teatern   |
| 1915 | Richard Borstbindare                         | Den politiske kannstöparen Ludvig Holberg                            | Einar Fröberg                   | Intima teatern   |
| 1915 | Dietchen                                     | Spader knekt Hans Overweg                                            | Einar Fröberg                   | Intima teatern   |
| 1915 | Kraft                                        | Erotik Gustav Wied                                                   | Einar Fröberg                   | Intima teatern   |
| 1915 | Prins de Conti                               | Pompadours triumf Adolf Paul                                         | Einar Fröberg                   | Intima teatern   |
| 1915 | Vakten                                       | Julstugan Ludvig Holberg                                             | Einar Fröberg                   | Intima teatern   |
| 1916 | Bokhandlaren Holmberg                        | Gustaf III August Strindberg                                         | Einar Fröberg                   | Intima teatern   |
| 1916 | Ratibor                                      | Generalrepetition på ett dyrbart liv Harry Vosberg                   | Albin Lavén                     | Intima teatern   |
| 1916 | Doktor Lang                                  | En gåtfull kvinna Robert Reinert                                     | Einar Fröberg                   | Intima teatern   |
| 1916 | Peter Balle                                  | Prinsessan och hela världen Edgard Høyer                             | Einar Fröberg                   | Intima teatern   |
| 1916 | Fritiof Lorell                               | Takrännan Gustaf Collijn                                             | Gustaf Collijn                  | Intima teatern   |
| 1916 | Doktor Purgon                                | Den inbillningssjuke Molière                                         | Einar Fröberg                   | Intima teatern   |
| 1916 | Onkel Erdulin                                | Faunen Hermann Bahr                                                  | Einar Fröberg                   | Intima teatern   |
| 1916 | Murar Mattern                                | Hannele Gerhart Hauptmann                                            | Einar Fröberg                   | Intima teatern   |
| 1917 | Piemont                                      | Fädernesland Einar Christiansen                                      | Einar Fröberg                   | Intima teatern   |
| 1917 | Schimmelmann                                 | Stövlett-Kathrine Dikken von der Lyhe Zernichow                      | Einar Fröberg                   | Intima teatern   |
| 1917 | Gråström                                     | Ett resande teatersällskap August Blanche                            | Einar Fröberg                   | Intima teatern   |
| 1917 | Kräfter                                      | En födelsedag på gäldstugan August Blanche                           | Einar Fröberg                   | Intima teatern   |
| 1917 | Chagnard Fernand                             | Mästertjuven Tristan Bernard och Alfred Athis                        | Einar Fröberg                   | Djurgårdsteatern |
| 1917 | Norman                                       | Adlig ungdom Algot Ruhe                                              | Rune Carlsten                   | Intima teatern   |
| 1917 | Olsson                                       | Elna Hall Ernst Didring                                              | Ernst Didring                   | Intima teatern   |
| 1917 | Förste skälmen                               | Pernillas korta frökentid Ludvig Holberg                             | Rune Carlsten                   | Intima teatern   |
| 1918 | Stanley                                      | Richard III William Shakespeare                                      | Einar Fröberg                   | Intima teatern   |
| 1918 | Scheller                                     | Den röde André Mikael Lybeck                                         | Rune Carlsten                   | Intima teatern   |
| 1918 | Samuel Hegre                                 | Narren Peter Egge Rune Carlsten                                      | Rune Carlsten                   | Intima teatern   |
| 1918 | Crabtree                                     | Skandalskolan Richard Brinsley Sheridan                              | Einar Fröberg                   | Intima teatern   |
| 1919 | Lindman                                      | Ett experiment Hjalmar Bergman                                       | Einar Fröberg                   | Intima teatern   |
| 1919 | Hans Blicher                                 | Nöddebo prästgård Elith Reumert                                      | Josua Bengtson                  | Intima teatern   |
| 1919 | Doktor Herdal                                | Byggmästare Solness Henrik Ibsen                                     | Einar Fröberg                   | Intima teatern   |
| 1919 | Walter, kyparen                              | Man kan aldrig veta George Bernard Shaw                              |                                 | Djurgårdsteatern |
| 1919 | Sampson Straight                             | Titeln Arnold Bennett                                                | Einar Fröberg                   | Intima teatern   |
| 1919 | Junker Claus                                 | Ambrosius Christian Molbech                                          | Einar Fröberg                   | Intima teatern   |
| 1919 | Alm                                          | Individernas förbund Einar Fröberg                                   | Einar Fröberg                   | Intima teatern   |
| 1919 | Klockare Link                                | Nej, vaudeville Johan Ludvig Heiberg                                 | Josua Bengtson                  | Intima teatern   |
| 1919 | Bataille                                     | Den nya garnisonen Louis Angely och C.G. Etienne                     | Josua Bengtson                  | Intima teatern   |
| 1920 | Doktorn                                      | Barnsölet Ludvig Holberg                                             | Rune Carlsten                   | Intima teatern   |
| 1920 | Flavigny                                     | Aigretten Dario Niccodemi                                            | Einar Fröberg                   | Intima teatern   |
| 1920 | En auktionsutropare                          | Öga för öga John Galsworthy                                          | Einar Fröberg                   | Intima teatern   |
| 1920 | Savvitsch                                    | Professor Storitzyn Leonid Andrejev                                  | Einar Fröberg                   | Intima teatern   |
| 1920 | General La Gobette                           | Fästningen faller Sacha Guitry                                       |                                 | Intima teatern   |
| 1920 | Gerhard Konik                                | 2 X 2=5 Gustav Wied                                                  |                                 | Intima teatern   |
| 1921 | Lindkvist                                    | Påsk August Strindberg                                               |                                 | Intima teatern   |
| 1921 | Chevrière                                    | Dygdens stig Robert de Flers och Gaston Arman de Caillavet           | Einar Fröberg                   | Intima teatern   |
| 1921 | Bienamié                                     | En hustru för mycket Francis de Croisset                             | Einar Fröberg                   | Intima teatern   |
| 1921 | Norberg                                      | Svenskt folk Ivar Thor Thunberg                                      | Gustaf Linden                   | Dramaten         |
| 1921 | Mr Prothero                                  | Jokern H. Marsh Harwood                                              | Olof Molander                   | Dramaten         |
| 1922 | Ivan Wassiljtsch Lomow                       | Ett frieri Anton Tjechov                                             | Gustaf Linden                   | Dramaten         |
| 1922 | Lebas                                        | Den leende fru Madeleine André Obey och Denys Amiel                  | Olof Molander                   | Dramaten         |
| 1922 | Farbrodern                                   | Den objudna gästen Maurice Maeterlinck                               | Olof Molander                   | Dramaten         |
| 1922 | Burring                                      | Andras affärer Gustaf af Geijerstam                                  | Gustaf Linden                   | Dramaten         |
| 1922 | Ranetti                                      | Stulen lycka Giuseppe Giacosa                                        | Tore Svennberg                  | Dramaten         |
| 1922 | Brunman                                      | Erna Einar Fröberg                                                   | Gustaf Linden                   | Dramaten         |
| 1922 | Hermann, betjänt                             | Peter Peter Curt Goetz                                               | Karl Hedberg                    | Dramaten         |
| 1922 | Cok                                          | Riddar Blåskäggs åttonde hustru Alfred Savoir                        | Olof Molander                   | Dramaten         |
| 1922 | Carbulon                                     | Duvals skilsmässa Alexandre Bisson och Antony Mars                   | Gustaf Linden                   | Dramaten         |
| 1923 | Thomsen                                      | Kära släkten Gustav Esmann                                           | Tor Hedberg                     | Dramaten         |
| 1923 | Janning                                      | Föräldrar Otto Benzon                                                | Olof Molander                   | Dramaten         |
| 1923 | Tompsett                                     | Den beundrandsvärde Crichton J. M. Barrie                            | Karl Hedberg                    | Dramaten         |
| 1923 | Värdshusvärden                               | Värdshuset Råbocken Oliver Goldsmith                                 | Olof Molander                   | Dramaten         |
| 1924 | En portier                                   | Äventyrens värld Christian Günther                                   | Karl Hedberg                    | Dramaten         |
| 1924 | Statstrumslagaren                            | Knock Jules Romains                                                  | Karl Hedberg                    | Dramaten         |
| 1925 | Hertig La Trémouille                         | Sankta Johanna George Bernard Shaw                                   | Gustaf Linden                   | Dramaten         |
| 1927 | Prästen                                      | Ombord Prins Wilhelm                                                 | Olof Molander                   | Dramaten         |
| 1927 | En skrattande herre                          | Doktor Mirakel Robert de Flers och Franois de Croisset               | Karl Hedberg                    | Dramaten         |
| 1927 | Hubert                                       | Markisinnan Noel Coward                                              | Karl Hedberg                    | Dramaten         |
| 1927 | Herr Fleurant                                | Den inbillade sjuke Molière                                          | Olof Molander                   | Dramaten         |
| 1928 | Pickel                                       | Hoppla, vi lever! Ernst Toller                                       | Per Lindberg                    | Dramaten         |
| 1928 | Övervaktmästaren                             | Diktatorn Jules Romains                                              | Per Lindberg                    | Dramaten         |
| 1928 | Cserenyes                                    | Försvarsadvokaten Ferenc Molnar                                      | Karl Hedberg                    | Dramaten         |
| 1928 | Statsrevisorn Herakles                       | Fåglarna Aristofanes                                                 | Olof Molander                   | Dramaten         |
| 1929 | Amédée                                       | Nyss utkommen! Édouard Bourdet                                       | Gustaf Linden                   | Dramaten         |
| 1929 | Doktorn                                      | Kameliadamen Alexandre Dumas d. y.                                   | Olof Molander                   | Dramaten         |
| 1929 | Herr Kratz                                   | Siegfried Jean Giraudoux                                             | Olof Molander                   | Dramaten         |
| 1931 | Rekvisitören                                 | Thalias barn Tor Hedberg                                             | Gustaf Linden                   | Dramaten         |
| 1931 | Balbus, inrikesminister                      | Karusellen George Bernard Shaw                                       | Gustaf Linden                   | Dramaten         |
| 1931 | Oscar Tången                                 | Jag har varit en tjuv! Sigfrid Siwertz                               | Olof Molander                   | Dramaten         |
| 1931 | Dodson Tracy Tupman                          | Pickwick-klubben František Langer efter Charles Dickens              | Olof Molander                   | Dramaten         |
| 1932 | Hotelldirektören                             | Majestät Marika Stiernstedt                                          | Olof Molander                   | Dramaten         |
| 1932 | Valentin                                     | Fröken Jacques Deval                                                 | Olof Molander                   | Dramaten         |
| 1932 | Stepan Iljitj Uchovertov                     | Revisorn Nikolaj Gogol                                               | Alf Sjöberg                     | Dramaten         |
| 1932 | Äggmjölkskocken Plattfot En man Övermagikern | Guds gröna ängar Marc Connelly                                       | Olof Molander                   | Dramaten         |
| 1932 | Blank                                        | Över förmåga Björnstjerne Björnson                                   | Alf Sjöberg                     | Dramaten         |
| 1933 | En kusk                                      | Pickwick-klubben František Langer efter Charles Dickens              | Olof Molander                   | Dramaten         |
| 1933 | Tysk Betjänten                               | Mäster Olof August Strindberg                                        | Olof Molander                   | Dramaten         |
| 1934 | Garas                                        | De hundra dagarna Benito Mussolini och Giovacchino Forzano           | Rune Carlsten                   | Dramaten         |
| 1934 | Aslak smed Dovregubben                       | Per Gynt Henrik Ibsen                                                | Per Lindberg                    | Kungliga Operan  |
| 1934 | Thomas                                       | Rivalerna Richard Brinsley Sheridan                                  | Alf Sjöberg                     | Dramaten         |
| 1934 | Pommel Joel                                  | En hederlig man Sigfrid Siwertz                                      | Alf Sjöberg                     | Dramaten         |
| 1934 | Marchetto Fongi                              | Anständighetens vällust Luigi Pirandello                             | Anders de Wahl                  | Dramaten         |
| 1935 | Kumlin                                       | Kvartetten som sprängdes Birger Sjöberg                              | Rune Carlsten                   | Dramaten         |
| 1935 | Barmästaren                                  | Ljuva ungdomstid Eugene O'Neill                                      | Rune Carlsten                   | Dramaten         |
| 1935 | Michel, hovmästare                           | Den gröna fracken Gaston Arman de Caillavet                          | Rune Carlsten                   | Dramaten         |
| 1936 | Organisten                                   | Kvartetten som sprängdes Birger Sjöberg                              | Rune Carlsten                   | Dramaten         |
| 1936 | Blomström                                    | Fridas visor Birger Sjöberg                                          | Rune Carlsten                   | Dramaten         |
| 1937 | Johansson                                    | Skönhet Sigfrid Siwertz                                              | Alf Sjöberg                     | Dramaten         |
| 1937 | Museivaktmästaren                            | Eva gör sin barnplikt Kjeld Abell                                    | Rune Carlsten                   | Dramaten         |
| 1937 | Kapten Berg Jappe                            | Vår ära och vår makt Nordahl Grieg                                   | Alf Sjöberg                     | Dramaten         |
| 1937 | Bépounet                                     | Khaki Paul Raynal                                                    | Alf Sjöberg                     | Dramaten         |
| 1937 | Frisk                                        | Kungens paket Staffan Tjerneld och Alf Henrikson                     | Rune Carlsten                   | Dramaten         |
| 1938 | Fondmäklar Fontell                           | Spel på havet Sigfrid Siwertz                                        | Alf Sjöberg                     | Dramaten         |
| 1938 | Läkaren                                      | Sex trappor upp Alfred Gehri                                         | Pauline Brunius                 | Dramaten         |
| 1939 | Pittaluga                                    | Mitt i Europa Robert E. Sherwood                                     | Rune Carlsten                   | Dramaten         |
| 1939 | Sanne                                        | Paul Lange och Tora Parsberg Björnstjerne Björnson                   | Rune Carlsten                   | Dramaten         |
| 1939 | Grosshandlare Brigeau                        | Nederlaget Nordahl Grieg                                             | Svend Gade                      | Dramaten         |
| 1939 | En katolsk präst                             | Nederlaget Nordahl Grieg                                             | Svend Gade                      | Dramaten         |
| 1939 | Justin                                       | Bridgekungen Paul Armont och Léopold Marchand                        | Rune Carlsten                   | Dramaten         |
| 1939 | Handelsman Eriksson                          | Kejsaren av Portugallien Selma Lagerlöf                              | Rune Carlsten                   | Dramaten         |
| 1940 | Skolvaktmästare Lindquist                    | Medelålders herre Sigfrid Siwertz                                    | Rune Carlsten                   | Dramaten         |
| 1940 | Basen                                        | Möss och människor John Steinbeck                                    | Alf Sjöberg                     | Dramaten         |
| 1940 | Chefen                                       | Koppla av Moss Hart                                                  | Carlo Keil-Möller               | Dramaten         |
| 1940 | Apotekaren                                   | Den lilla hovkonserten Toni Impekoven och Paul Verhoeven             | Rune Carlsten                   | Dramaten         |
| 1941 | Jamaret                                      | Vi skiljas Victorien Sardou och Émile de Najac                       | Alf Sjöberg                     | Dramaten         |
| 1942 | Gubben med röda näsan                        | Beredskap Gunnar Ahlström                                            | Alf Sjöberg                     | Dramaten         |
| 1943 | Valmannen                                    | Kungen Robert de Flers, Emmanuel Arène och Gaston Arman de Caillavet | Rune Carlsten                   | Dramaten         |

### Regi
| År   | Produktion                           | Upphovsmän      | Teater         |
| ---- | ------------------------------------ | --------------- | -------------- |
| 1917 | Prinsessans visa                     | Anna Wahlenberg | Intima teatern |
| 1919 | Nöddebo prästgård Nøddebo præstegård | Elith Reumert   | Intima teatern |

## Radioteater

### Roller
| År   | Roll               | Produktion                       | Regi          |
| ---- | ------------------ | -------------------------------- | ------------- |
| 1940 |                    | En gammal symaskin Moa Martinson | Lars Madsén   |
| 1946 | Jevons, hovmästare | Teater Guy Bolton                | Rune Carlsten |

### Fotnoter
1. 1 2  ”Josua Bengtson”. Svensk Filmdatabas. http://www.sfi.se/sv/svensk-filmdatabas/Item/?type=PERSON&itemid=57836&ref=%2ftemplates%2fSwedishFilmSearchResult.aspx%3fid%3d1225%26epslanguage%3dsv%26searchword%3djosua+bengtson%26type%3dPerson%26match%3dBegin%26page%3d1%26prom%3dFalse. Läst 20 augusti 2012.
2. 1 2 3  Bengtsson, Josua i Vem är Vem?: Stockholmsdelen (första upplagan, 1945)
3. ↑  ”Josua Bengtson”. Dramaten. Arkiverad från originalet den 13 juni 2011. https://web.archive.org/web/20110613214025/http://www.dramaten.se/Dramaten/Medverkande/Rollboken/?qType=person&value=1976. Läst 20 augusti 2012.
4. ↑  ”Ingeborg Bengtson”. http://www.sfi.se/sv/svensk-filmdatabas/Item/?type=PERSON&itemid=62893&ref=%2ftemplates%2fSwedishFilmSearchResult.aspx%3fid%3d1225%26epslanguage%3dsv%26searchword%3dingeborg+bengtson%26type%3dPerson%26match%3dBegin%26page%3d1%26prom%3dFalse. Läst 20 augusti 2012.
5. ↑  SvenskaGravar
6. ↑  ”Teater, konst, litteratur”. Dagens Nyheter:  s. 7. 11 september 1912. http://arkivet.dn.se/arkivet/tidning/1912-09-11/15204/7. Läst 28 maj 2016.
7. ↑  ”Teater, konst, litteratur”. Dagens Nyheter:  s. 7. 21 september 1912. http://arkivet.dn.se/arkivet/tidning/1912-09-21/15214/7. Läst 28 maj 2016.
8. ↑  ”Teater, konst, litteratur”. Dagens Nyheter:  s. 6. 14 oktober 1912. http://arkivet.dn.se/arkivet/tidning/1912-10-14/15237/6. Läst 28 maj 2016.
9. ↑  ”Eldskärmen”. Musikverket. http://calmview.musikverk.se/CalmView/Record.aspx?src=CalmView.Performance&id=PERF29355&pos=36. Läst 13 maj 2016.
10. ↑  tidning=Dagens Nyheter ”Teater, konst, litteratur”. 6 februari 1913. s. 6. http://arkivet.dn.se/arkivet/tidning/1913-02-06/15348/6 tidning=Dagens Nyheter. Läst 2 april 2016.
11. ↑  ”Aldrig i lifvet”. Musikverket. http://calmview.musikverk.se/CalmView/Record.aspx?src=CalmView.Performance&id=PERF29357&pos=38. Läst 13 maj 2016.
12. ↑  ”Vildfåglar”. Musikverket. http://calmview.musikverk.se/CalmView/Record.aspx?src=CalmView.Performance&id=PERF29358&pos=39. Läst 13 maj 2016.
13. ↑  ”En parisare”. Musikverket. http://calmview.musikverk.se/CalmView/Record.aspx?src=CalmView.Performance&id=PERF29359&pos=40. Läst 13 maj 2016.
14. ↑  ”Teater, konst, litteratur”. Dagens Nyheter:  s. 7. 15 september 1913. http://arkivet.dn.se/arkivet/tidning/1913-09-15/15563/7. Läst 13 maj 2016.
15. ↑  ”Dynastin Peterberg”. Musikverket. http://calmview.musikverk.se/CalmView/Record.aspx?src=CalmView.Performance&id=PERF29361&pos=42. Läst 13 maj 2016.
16. ↑  Bo Bergman (26 mars 1914). ”En ny Guitrypjäs på Intima teatern”. Dagens Nyheter:  s. 1. http://arkivet.dn.se/arkivet/tidning/1914-03-26/15750B/1. Läst 2 april 2016.
17. ↑  ”Jagad”. Musikverket. http://calmview.musikverk.se/CalmView/Record.aspx?src=CalmView.Performance&id=PERF29366&pos=51. Läst 14 maj 2016.
18. ↑  ”En butiksfröken”. Musikverket. http://calmview.musikverk.se/CalmView/Record.aspx?src=CalmView.Performance&id=PERF29367&pos=53. Läst 14 maj 2016.
19. ↑  ”Den fule Ferante”. Musikverket. http://calmview.musikverk.se/CalmView/Record.aspx?src=CalmView.Performance&id=PERF29369&pos=55. Läst 14 maj 2016.
20. ↑  ”Karlavagnen”. Musikverket. http://calmview.musikverk.se/CalmView/Record.aspx?src=CalmView.Performance&id=PERF26949&pos=45. Läst 13 maj 2016.
21. ↑  ”Arabia land”. Musikverket. http://calmview.musikverk.se/CalmView/Record.aspx?src=CalmView.Performance&id=PERF29373&pos=58. Läst 14 maj 2016.
22. ↑  ”Attentatet”. Musikverket. http://calmview.musikverk.se/CalmView/Record.aspx?src=CalmView.Performance&id=PERF29374&pos=59. Läst 14 maj 2016.
23. ↑  ”Kärleken till nästan”. Musikverket. http://calmview.musikverk.se/CalmView/Record.aspx?src=CalmView.Performance&id=PERF29378&pos=62. Läst 14 maj 2016.
24. ↑  ”Muntra fruarna i Windsor”. Musikverket. http://calmview.musikverk.se/CalmView/Record.aspx?src=CalmView.Performance&id=PERF29379&pos=64. Läst 14 maj 2016.
25. ↑  ”Den politiske kannstöparen”. Musikverket. http://calmview.musikverk.se/CalmView/Record.aspx?src=CalmView.Performance&id=PERF29382&pos=65. Läst 14 maj 2016.
26. ↑  ”Spader knekt”. Musikverket. http://calmview.musikverk.se/CalmView/Record.aspx?src=CalmView.Performance&id=PERF29388&pos=66. Läst 14 maj 2016.
27. ↑  ”Erotik”. Musikverket. http://calmview.musikverk.se/CalmView/Record.aspx?src=CalmView.Performance&id=PERF29389&pos=67. Läst 14 maj 2016.
28. ↑  ”Pompadours triumf”. Musikverket. http://calmview.musikverk.se/CalmView/Record.aspx?src=CalmView.Performance&id=PERF29390&pos=68. Läst 14 maj 2016.
29. ↑  ”Julstuga”. Musikverket. http://calmview.musikverk.se/CalmView/Record.aspx?src=CalmView.Performance&id=PERF29394&pos=72. Läst 14 maj 2016.
30. ↑  ”Gustav III”. Musikverket. http://calmview.musikverk.se/CalmView/Record.aspx?src=CalmView.Performance&id=PERF29396&pos=74. Läst 15 maj 2016.
31. 1 2  ”Generalrepetition på ett dyrbart lif”. Musikverket. http://calmview.musikverk.se/CalmView/Record.aspx?src=CalmView.Performance&id=PERF29397&pos=75. Läst 15 maj 2016.
32. ↑  ”Teater, konst, litteratur”. Dagens Nyheter:  s. 5. 9 augusti 1916. http://arkivet.dn.se/arkivet/tidning/1916-08-09/213/5. Läst 20 juli 2015.
33. ↑  ”Prinsessan och hela världen”. Musikverket. http://calmview.musikverk.se/CalmView/Record.aspx?src=CalmView.Performance&id=PERF29398&pos=77. Läst 15 maj 2016.
34. ↑  ”Takrännan”. Musikverket. http://calmview.musikverk.se/CalmView/Record.aspx?src=CalmView.Performance&id=PERF29399&pos=78. Läst 15 maj 2016.
35. ↑  ”Den inbillade sjuke”. Musikverket. http://calmview.musikverk.se/CalmView/Record.aspx?src=CalmView.Performance&id=PERF29400&pos=80. Läst 15 maj 2016.
36. ↑  ”Hannele”. Musikverket. http://calmview.musikverk.se/CalmView/Record.aspx?src=CalmView.Performance&id=PERF29402&pos=82. Läst 15 maj 2016.
37. ↑  ”Fädernesland”. Musikverket. http://calmview.musikverk.se/CalmView/Record.aspx?src=CalmView.Performance&id=PERF29404&pos=85. Läst 16 maj 2016.
38. ↑  ”Teater, konst, litteratur”. Dagens Nyheter:  s. 5. 12 februari 1917. http://arkivet.dn.se/arkivet/tidning/1917-02-12/41/5. Läst 20 juli 2015.
39. 1 2  ”Teater Musik”. Dagens Nyheter:  s. 9. 14 april 1917. http://arkivet.dn.se/arkivet/tidning/1917-04-14/99/9. Läst 3 april 2016.
40. ↑  ”Teater Musik”. Dagens Nyheter:  s. 6. 25 juni 1917. http://arkivet.dn.se/arkivet/tidning/1917-06-25/168/6. Läst 20 juli 2015.
41. ↑  ”Adlig ungdom”. Musikverket. http://calmview.musikverk.se/CalmView/Record.aspx?src=CalmView.Performance&id=PERF29413&pos=94. Läst 16 maj 2016.
42. ↑  ”Elna Hall”. Musikverket. http://calmview.musikverk.se/CalmView/Record.aspx?src=CalmView.Performance&id=PERF29414&pos=95. Läst 16 maj 2016.
43. ↑  ”Pernillas korta frökentid”. Musikverket. http://calmview.musikverk.se/CalmView/Record.aspx?src=CalmView.Performance&id=PERF29416&pos=97. Läst 16 maj 2016.
44. ↑  ”Richard III”. Musikverket. http://calmview.musikverk.se/CalmView/Record.aspx?src=CalmView.Performance&id=PERF29419&pos=100. Läst 17 maj 2016.
45. ↑  ”Den röde André”. Musikverket. http://calmview.musikverk.se/CalmView/Record.aspx?src=CalmView.Performance&id=PERF29423&pos=102. Läst 17 maj 2016.
46. ↑  ”Narren”. Musikverket. http://calmview.musikverk.se/CalmView/Record.aspx?src=CalmView.Performance&id=PERF29425&pos=105. Läst 17 maj 2016.
47. ↑  ”Teater Musik”. Dagens Nyheter:  s. 9. 1 november 1918. http://arkivet.dn.se/arkivet/tidning/1918-11-01/295/9. Läst 2 april 2016.
48. ↑  ”Ett experiment”. Musikverket. http://calmview.musikverk.se/CalmView/Record.aspx?src=CalmView.Performance&id=PERF29427&pos=107. Läst 19 maj 2016.
49. ↑  ”Nöddebo prästgård”. Musikverket. http://calmview.musikverk.se/CalmView/Record.aspx?src=CalmView.Performance&id=PERF29429&pos=108. Läst 19 maj 2016.
50. ↑  ”Byggmästare Solness”. Musikverket. http://calmview.musikverk.se/CalmView/Record.aspx?src=CalmView.Performance&id=PERF29430&pos=109. Läst 19 maj 2016.
51. ↑  ”Teater Musik”. Dagens Nyheter:  s. 6. 4 juni 1919. http://arkivet.dn.se/arkivet/tidning/1919-06-04/148/6. Läst 21 juli 2015.
52. ↑  ”Titlen”. Musikverket. http://calmview.musikverk.se/CalmView/Record.aspx?src=CalmView.Performance&id=PERF29435&pos=113. Läst 19 maj 2016.
53. ↑  ”Ambrosius”. Musikverket. http://calmview.musikverk.se/CalmView/Record.aspx?src=CalmView.Performance&id=PERF29436&pos=114. Läst 19 maj 2016.
54. ↑  ”Individernas förbund”. Musikverket. http://calmview.musikverk.se/CalmView/Record.aspx?src=CalmView.Performance&id=PERF29437&pos=115. Läst 19 maj 2016.
55. ↑  ”Nej”. Musikverket. http://calmview.musikverk.se/CalmView/Record.aspx?src=CalmView.Performance&id=PERF29439&pos=118. Läst 19 maj 2016.
56. ↑  ”Den nya garnisonen eller Sju flickor i uniform”. Musikverket. http://calmview.musikverk.se/CalmView/Record.aspx?src=CalmView.Performance&id=PERF29440&pos=117. Läst 19 maj 2016.
57. ↑  ”Barnsölet”. Musikverket. http://calmview.musikverk.se/CalmView/Record.aspx?src=CalmView.Performance&id=PERF29441&pos=119. Läst 23 maj 2016.
58. ↑  ”Aigretten”. Musikverket. http://calmview.musikverk.se/CalmView/Record.aspx?src=CalmView.Performance&id=PERF29442&pos=120. Läst 23 maj 2016.
59. ↑  ”Öga för öga”. Musikverket. http://calmview.musikverk.se/CalmView/Record.aspx?src=CalmView.Performance&id=PERF29446&pos=122. Läst 23 maj 2016.
60. ↑  ”Professor Storitzyn”. Musikverket. http://calmview.musikverk.se/CalmView/Record.aspx?src=CalmView.Performance&id=PERF29448&pos=124. Läst 23 maj 2016.
61. ↑  ”Fästningen faller”. Musikverket. http://calmview.musikverk.se/CalmView/Record.aspx?src=CalmView.Performance&id=PERF29449&pos=125. Läst 23 maj 2016.
62. ↑  ”Två gånger två är fem”. Musikverket. http://calmview.musikverk.se/CalmView/Record.aspx?src=CalmView.Performance&id=PERF29450&pos=126. Läst 23 maj 2016.
63. ↑  ”Påsk”. Musikverket. http://calmview.musikverk.se/CalmView/Record.aspx?src=CalmView.Performance&id=PERF26793&pos=128. Läst 23 maj 2016.
64. ↑  ”Dygdens stig”. Musikverket. http://calmview.musikverk.se/CalmView/Record.aspx?src=CalmView.Performance&id=PERF29452&pos=129. Läst 23 maj 2016.
65. ↑  ”En hustru för mycket”. Musikverket. http://calmview.musikverk.se/CalmView/Record.aspx?src=CalmView.Performance&id=PERF29453&pos=130. Läst 23 maj 2016.
66. ↑  ”Teater och Musik”. Dagens Nyheter:  s. 6. 12 januari 1923. http://arkivet.dn.se/arkivet/tidning/1923-01-12/10/6. Läst 24 mars 2015.
67. ↑  B. B-n (14 april 1934). ”Gösta Ekman-Per Gynt: Ibsen-reprisen på Operan”. Dagens Nyheter:  s. 1. https://arkivet.dn.se/tidning/1934-04-14/99/1. Läst 23 mars 2024.
68. ↑  ”Radioprogrammet”. Dagens Nyheter:  s. 14. 14 juli 1940. http://arkivet.dn.se/arkivet/tidning/1940-07-14/189/14. Läst 29 januari 2016.
69. ↑  ”Radioprogrammet”. Dagens Nyheter:  s. 34. 17 februari 1946. http://arkivet.dn.se/arkivet/tidning/1946-02-17/47/32. Läst 31 januari 2016.